# تفجير دروملا (مايو 2016)
تفجير دورولما في 12 مايو 2016 في ديار بكر في منطقة Dürümlü في تركيا، وقع تقريبا في الساعة 22:30 بتوقيت تركيا ، وأدى الهجوم لقتل 16 قروي واصبة حوالي 23 شخص اخرين. واعلن حزب العمال الكردستاني وذراعه العسكري (HPG) مسؤوليته عن التفجير  